# Euthymedeia
Euthymedeia (grec moderne : Ευθυμεδεία) est l'ancienne Sagala conquise par les Grecs de Bactriane, ville elle-même parfois identifiée à l'actuelle Sialkot, (Pakistan).

## Le nom
La ville est aussi connue comme « Euthydemia », mais selon le spécialiste de l'Inde classique William Woodthorpe Tarn relève que « Euthydemia » n'a jamais été un nouveau nom que l'on aurait attribué à l'ancienne Sagala. D'après lui, il s'agissait en fait d'Euthymedeia, même si la ville est mentionnée par Ptolémée dans sa Géographie, ouvrage du Ier siècle avant notre ère sous le nom Euthymedia, ce nom étant selon Tarn un surnom sans aucune signification.
Pour Tarn, « Euthydemia » est une conjecture de T. Bayer, au XVIIIe siècle, faite « à une époque où les connaissances étaient bien moindres ». G.M. Cohen pense également que le nom Eutyhdemia est une modification apportée par l'historien T. Beyer, en 1738, et la modification apportée par Tarn est, toujours selon Cohen, fondée.

## Histoire
Au IIe siècle avant notre ère, Euthymedeia aurait été la capitale du royaume indo-grec du roi Milinda sous le nom de Sâgalâ, si l'on en croit le Milindapanha (« Questions de Milinda »), un traité bouddhiste rédigé entre le IIe siècle avant notre ère et le Ve siècle apr. J.-C.. Pour G.M. Cohen, la ville se trouvait sans doute à l'est du Chenab, rivière connue par les Grecs sous le nom de Akesines, dans le nord du Penjab, sur le site de l'actuelle Sialkot. Toutefois, cette identification est l'objet de débats, tout comme l'assimilation de Milinda à Ménandre.